# Simulium lassmanni
Simulium lassmanni es una especie de insecto del género Simulium, familia Simuliidae, orden Diptera.
Fue descrita científicamente por Vergas & Martinez Palacios, 1946.